# Richard B. Hubbard

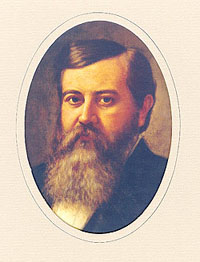
Richard Hubbard

Richard Bennett Hubbard (* 1. November 1832 im Walton County, Georgia; † 12. Juli 1901 in Tyler, Texas) war ein US-amerikanischer Diplomat und der 17. Gouverneur von Texas.
Hubbard wurde 1832 als Sohn von Richard Bennett Hubbard und dessen Frau Serena Carter Hubbard geboren. Seine Jugend verbrachte er im Jasper County. 1851 graduierte er am Mercer Institute, heute Mercer University in Literatur und wurde Orator an der nationalen Universität. Danach lehrte er an der Harvard-Universität. Gegen Ende des Jahres 1853 zog er mit seinen Eltern in das Smith County und siedelten in der Nähe von Tyler um kurze Zeit später eine Plantage in der Nähe von Lindale zu übernehmen.
1855 trat er in die Politik ein und unterstützte 1856 den demokratischen Präsidentschaftskandidaten James Buchanan, der ihn nach seiner erfolgreichen Wahl zum Bezirksstaatsanwalt des westlichen Distrikts von Texas machte. Aus dieser Position heraus wurde er in die Regierung von Texas, in der 8. Legislaturperiode, gewählt, wo er die Sezession unterstützte. Nach seiner Wahl aus dem 5. Distrikt in den Konföderierten-Kongress begann er, Männer für die Konföderierte Armee zu rekrutieren. Während des Bürgerkriegs kommandierte er das 22. texanische Infanterieregiment und kämpfte in Arkansas und Louisiana.
Nach dem Krieg gelang es ihm, unter Änderung seiner politischen Einstellung, dem Einkommen aus der elterlichen Plantage und die Unterstützung einer Eisenbahngesellschaft, seine politische Karriere 1872 wieder aufzunehmen. 1873 und 1876 wurde er zum Vizegouverneur von Texas gewählt. Am 1. Dezember 1876 folgte er Richard Coke als Gouverneur nach. Er blieb in diesem Amt bis zum 21. Januar 1879. Sein Nachfolger wurde Oran M. Roberts.
1885 wurde Hubbard US-Gesandter in Japan. Durch seinen Aufenthalt in Japan verbesserten sich die amerikanisch-japanischen Beziehungen merklich. 1889 kehrte er in die USA zurück und schrieb ein Buch über die diplomatischen Arbeiten mit dem Titel The United States in the Far East, welches 1899 veröffentlicht wurde.
Hubbard lebte seine letzten Jahre bis zu seinem Tod in Tyler, wo er am 12. Juli 1901 starb. Die Stadt Hubbard im Hill County wurde nach ihm benannt.